# Светско првенство у атлетици на отвореном 1983 — 1.500 метара за жене
Такмичења у трци на 1.500 метара у женској конкуренцији на 1. Светском првенству у атлетици 1983. у Хелсинкију одржано је 12. и 14. августа на Олимпијском стадиону.

## Земље учеснице
Учествовало је 26 такмичарки из 21. зенље .
1. Белгија (1)
2. Бугарска (1)
3. .Демократска Република Конго (1)
4. Западна Немачка (1)
5. Источна Немачка (1)
6. Италија (1)
7. Јордан (1)
8. Канада (1)
9. Малави (1)
10. Португалија (1)
11. Руанда (1)
12. Румунија (2)
13. Салвадор (1)
14. Сент Винсент и Гренадини
15. Сирија (1)
16. САД (2)
17. Совјетски Савез (3)
18. Уједињено Краљевство (2)
19. Чехословачка (1)
20. Финска (1)
21. Швајцарска (1)

## Рекорди
Рекорди закључно са 11. августом 1983.
| Рекорди пре почетка Светског првенства 1983. | Рекорди пре почетка Светског првенства 1983. | Рекорди пре почетка Светског првенства 1983. | Рекорди пре почетка Светског првенства 1983. | Рекорди пре почетка Светског првенства 1983. |
| -------------------------------------------- | -------------------------------------------- | -------------------------------------------- | -------------------------------------------- | -------------------------------------------- |
| Светски рекорд                               | Татјана Казанкина Совјетски Савез            | 3:52,47                                      | Цирих, Швајцарска                            | 30. август 1980.                             |
| Рекорд светских првенстава                   | 1. Светско првенство                         | 1. Светско првенство                         | 1. Светско првенство                         | 1. Светско првенство                         |
| Најбољи резултат сезоне                      | Мери Декер Сједињене Америчке Државе         | 13:57,12                                     | Стокхолм, Шведска                            | 26. јул 1983.                                |
| Афрички рекорд                               |                                              |                                              |                                              |                                              |
| Азијски рекорд                               |                                              |                                              |                                              |                                              |
| Европски рекорд'                             | Татјана Казанкина Совјетски Савез            | 3;52,47                                      | Цирих, Швајцарска                            | 30. август 1980.                             |
| Северноамерички рекорд                       | Мери Декер Сједињене Америчке Државе         | 13:57,12                                     | Стокхолм, Шведска                            | 26. јул 1983.                                |
| Јужноамерички рекорд                         |                                              |                                              |                                              |                                              |
| Океанијски рекорд                            | Џени Ор, Аустралија                          | 14:08,06                                     | Минхен, Западна Немачка                      | 14. септембар 1972.                          |
| Рекорди по завршеку Светског првенства 1983. |                                              |                                              |                                              |                                              |
| Рекорд светских првенстава                   | Мери Декер, Сједињене Америчке Државе        | 4:07,47                                      | Хелсинки, Финска                             | 12. август 1983.                             |
| Рекорд светских првенстава                   | Мери Декер, Сједињене Америчке Државе        | 4:00,90                                      | Хелсинки, Финска                             | 14. август 1983.                             |

### Најбољи резултати у 1983. години
Десет најбржих светских атлетичарки пре почетка светског првенства (6. августа 1983.) заузимало је следећи пласман. Преузето 30.11.2019.</ref>
| 1.  | Мери Декер             | Сједињене Америчке Државе | 3:57,12 | 26. јул |
| 2.  | Равиља Аглетдинова     | Совјетски Савез           | 3:59,31 | 5. јун  |
| 3.  | Фита Ловин             | Румунија                  | 4:00,12 | 4. јун  |
| 4.  | Јекатерина Подкопајева | Совјетски Савез           | 4:00,3р | 30. мај |
| 5.  | Марија Раду            | Румунија                  | 4:00,62 | 4. јун  |
| 6.  | Тамара Сорокина        | Совјетски Савез           | 4:00,7р | 30. мај |
| 7.  | Татјана Поздњакова     | Совјетски Савез           | 4:00,79 | 26. јул |
| 8.  | Татјана Казанкина      | Совјетски Савез           | 4:01,23 | 26. јул |
| 9.  | Кристин Вартенберг     | Источна Немачка           | 4:01,29 | 25. јун |
| 10. | Ирина Никитина         | Совјетски Савез           | 4:01,4р | 30. мај |

Такмичарке чија су имена подебљана учествовали су на СП 1983.

## Освајачице медаља
|                |                                |                                        |
| Мери Декер САД | Замира Зајцева Совјетски Савез | Јекатерина Поткопајева Совјетски Савез |

## Резултати

### Квалификације
Такмичарке су подељени у 3 квалификационе групе, из којих  су по 3 првопласиране  директно ишле у финале (КВ), а још 3 на основу постигнутог резултата (кв).,
| Место | Група | Пласман | Атлетичарка            | Земља                       | ЛР        | ЛРС     | Резултат | Белешка |
| ----- | ----- | ------- | ---------------------- | --------------------------- | --------- | ------- | -------- | ------- |
| 1,    | 2     | 1       | Мери Декер             | САД                         | 3:57,12   | 3:57,12 | 4:07,47  | КВ, РСП |
| 2.    | 2     | 2       | Замира Зајцева         | Совјетски Савез             | 3:56,9р   | 4:00,3р | 4:07,64  | КВ      |
| 3.    | 2     | 3       | Венди Слај             | Уједињено Краљевство        | 4:10,77   |         | 4:08,16  | КВ, ЛР  |
| 4.    | 2     | 4       | Корнелија Бирки        | Швајцарска                  | 4:04,60   | 4:07,85 | 4,08,61  | КВ      |
| 5.    | 3     | 1       | Јекатерина Подкопајева | Совјетски Савез             | 3:57,4р   | 4:00,3р | 4:09,39  | КВ      |
| 6.    | 3     | 2       | Габријела Дорио        | Италија                     | 3:58,65   |         | 4:09,45  | КВ      |
| 7.    | 3     | 3       | Дојна Мелинте          | Румунија                    | 4:01,40   | 4:01,49 | 4:09,71  | КВ      |
| 8.    | 3     | 4       | Кристина Бохер         | Уједињено Краљевство        | 4:01,54   |         | 4:09,88  | кв      |
| 9.    | 1     | 5       | Марија Раду            | Румунија                    | 4:00,62   | 4:00,62 | 4:09,88  | кв      |
| 10.   | 1     | 1       | Равиља Аглетдинова     | Совјетски Савез             | 3:59,31   | 3:59,31 | 4:09,88  | КВ      |
| 11.   | 1     | 2       | Ивана Кубесова         | Чехоасловачка               |           |         | 4:10,82  | КВ, ЛР  |
| 12.   | 1     | 3       | Брит Линд Петерсен     | Канада                      | 4:07,87   | 4:07,87 | 4:10,88  | КВ      |
| 13.   | 6     | 1       | Христине Вентенберг    | Источна Немачка             | 3:57,710' | 4:01,29 | 4:10,88  |         |
| 14.   | 1     | 5       | Тотка Петрова          | Бугарска                    | 4:00,15   |         | 4:12,317 |         |
| 15.   | 3     | 5       | Betty Van Steenbroeck  | Белгија                     | 4:15,75   |         | 4:12,93  |         |
| 16.   | 1     | 6       | Синди Бремсер          | САД                         | 4:09,62   | 4:09,62 | 4:14,10  |         |
| 17.   | 3     | 6       | Марјо Рита Лака        | Финска                      | 4:13,87   |         | 4:22,33  |         |
| 18.   | 4     | 3       | Marcianne Mukamurenzi  | Руанда                      |           |         | 4:30,58  | ЛР      |
| 19.   | 1     | 3       | Kriscia Гарсија        | Салвадор                    | 4:50,02   |         | 4:40,21  |         |
| 20.   | 3     | 7       | Hala El Moughrabi      | Сирија                      |           |         | 4:45,62  |         |
| 21.   | 1     | 8       | Бигна Самјуел          | Сент Винсент и Гренадини    |           |         | 4:51,35  |         |
| 22.   | 1     | 9       | Кунгу Бакомбо          | Демократска Република Конго |           |         | 4:54,12  |         |
| 23.   | 3     | 8       | Кадија Ал Матари       | Јордан                      |           |         | 5:01,83  |         |
| 24.   | 2     | 7       | Вивијен Персон         | Малавио                     |           |         | 5:03,70  |         |
|       | −     | 2       | Аурора Чуна            | Португалија                 | 4:09,31   | 4;09,31 | НС       | БП      |
|       | −     | 3       | Бригите Краус          | Западна Немачка             | 4:01,54   |         | НС       | БП      |

Подебљани лични рекорди су и национални рекорди земље коју такмичарка представља

### Финале
Финално такмичење одржано је 14. августа, а учетвовало је 12 такмичарки.,
| Место | Атлетичарка            | Земља                | Резултат | Белешка |
| ----- | ---------------------- | -------------------- | -------- | ------- |
|       | Мери Декер             | САД                  | 4:0090   | РСП     |
|       | Замира Зајцева         | Совјетски Савез      | 4:01,19  |         |
|       | Јекатерина Подкопајева | Совјетски Савез      | 4:02,25  |         |
| 4.    | Равиља Аглетдинова     | Совјетски Савез      | 4:02,67  |         |
| 5.    | Венди Слај             | Уједињено Краљевство | 4:о4,14  | ЛР      |
| 6.    | Дојна Мелинте          | Румунија             | 4:04,42  |         |
| 7.    | Габријела Дорио        | Италија              | 4:04,73  |         |
| 8.    | Брит Линд Петерсен     | Канада               | 4:05,73  | ЛР      |
| 9.    | Кристина Бохер         | Уједињено Краљевство | 4:06,74  |         |
| 10.   | Корнелија Бирки        | Швајцарска           | 4:11,64  |         |
| 11.   | Ивана Кубесова         | Чехоасловачка        | 4:15,12  |         |
| 12.   | Марија Раду            | Румунија             | 4:19,03  |         |